# Lopy Island
Lopy Island ist eine kleine unbewohnte Insel der Rat Islands und gehört zu den Aleuten. Die Insel liegt am nördlichen Ende von Khvostof Island und erreicht eine Höhe von 107 m.
Lopy ist wahrscheinlich wie die Nachbarinseln Davidof und Pyramid der Überrest eines Calderarandes. Die Caldera war Teil eines Vulkanes, der im Tertiär infolge eines explosiven Ausbruchs zum größten Teil zerstört wurde.